# Ага (посёлок при станции)
Ага́ — посёлок при станции (до 2002 года — село Хила) в Могойтуйском районе Агинского Бурятского округа Забайкальского края. Административный центр сельского поселения «Хила».

## Название
Название Ага (по протекающей здесь реке) происходит от эвенкийского аги — «степь», «степное пространство с участками тайги».

## География
Посёлок расположен у железной дороги Карымская — Забайкальск, в 23 км к юго-востоку от посёлка Могойтуй. Расположен в долине реки Хила, притоке Аги (бассейн Онона.

## История
Возникновение станции связано с решением правительства Российской империи от 1891 года о строительстве Транссибирской магистрали, которая должна была соединить центр России с Владивостоком по китайской территории. Уже в 1894 году на месте будущей станции Ага появились первые строители, которые прорубали скалы и строили железнодорожный путь. Одним из условий для выбора места основании станции стало удобно расположенное место, а главное здесь имелся большой запас родниковой воды, почти не содержащий железа. К 1900 году станция построена, а посёлок при станции был основан в 1904 году и заселён крестьянами из Чиронской волости во время русско-японской войны.
В 1920-е годы в посёлке открыли начальную школу. С 1933 года до конца 50-х годов на территории станции располагался Агинский артиллерийский полигон. После Великой Отечественной войны у станции Ага была создана машинно-тракторная станция, которая просуществовала до 1958 года, когда она была расформирована в Могойтуйский совхоз.

## Население
| 1989 | 2002  | 2010  | 2021  |
| ---- | ----- | ----- | ----- |
| 1189 | ↗1525 | ↘1361 | ↘1134 |

## Инфраструктура
Экономика
- Государственный племенной завод «Могойтуйский» — племенной репродуктор Министерства сельского хозяйства Российской Федерации, создан в 1988 году на базе откормочного совхоза Читинского мясокомбината (организован здесь в 1959 году), как племенное хозяйство по разведению казахской белоголовой породы крупного рогатого скота. В 2005 году число работников, составила 460 человек. Общая земельная площадь — 25,9 тыс. га[8].
- Могойтуйский мясокомбинат, созданный в 1993 году, численность персонала 42 человека[9] (подчинён колхозу им. Ленина, в селе Кункур[5].).
- Агрофирма «Хилинский»[5].

## Транспорт
Посёлок находится у железной дороги Карымская — Забайкальск.
По северной окраине посёлка проходит федеральная автотрасса А-350.